# Будаи, Тамаш
Тамаш Будаи (венг. Buday Tamás; род. 5 июля 1952, Будапешт) — венгерский гребец-каноист, выступал за сборную Венгрии в середине 1970-х — начале 1980-х годов. Дважды бронзовый призёр летних Олимпийских игр в Монреале, четырёхкратный чемпион мира, победитель многих регат национального и международного значения.

## Биография
Тамаш Будаи родился 5 июля 1952 года в Будапеште. Активно заниматься греблей начал в раннем детстве, проходил подготовку в столичном спортивном клубе «Будапешт Хонвед».
Первого серьёзного успеха на взрослом международном уровне добился в 1973 году, когда попал в основной состав венгерской национальной сборной и побывал на чемпионате мира в финском Тампере, откуда привёз награду бронзового достоинства, выигранную в зачёте двухместных каноэ на дистанции 10000 метров. Год спустя на мировом первенстве в Мехико в той же дисциплине выиграл серебро, ещё через год на аналогичных соревнованиях в югославском Белграде повторил это достижение. Благодаря череде удачных выступлений удостоился права защищать честь страны на летних Олимпийских играх 1976 года в Монреале — в двухместном каноэ вместе с напарником Оскаром Фреи завоевал бронзовые медали на пятистах и тысяче метрах.
В 1977 году Будаи выступил на чемпионате мира в болгарской Софии, где на тысяче метрах стал бронзовым призёром в одиночках и серебряным призёром в двойках. В следующем сезоне на мировом первенстве в Белграде сразу в двух дисциплинах одержал победу, в километровой и десятикилометровой гонках двухместных каноэ. Затем на мировом чемпионате в немецком Дуйсбурге добавил в послужной список бронзу в двойках на тысяче метрах и серебро в двойках на десяти тысячах метрах. Будучи одним из лидеров гребной команды Венгрии, благополучно прошёл квалификацию на Олимпийские игры 1980 года в Москве — на сей раз, тем не менее, попасть в число призёров не смог, в паре с тем же Оскаром Фреи показал в финале километровой программы восьмой результат.
После московской Олимпиады Тамаш Будаи остался в основном составе венгерской национальной сборной и продолжил принимать участие в крупнейших международных регатах. Так, в 1981 году на чемпионате мира в английском Ноттингеме он дважды поднимался на пьедестал почёта, получив серебряную медаль в одиночках на тысяче метрах и золотую в двойках на десяти тысячах метрах. Год спустя на мировом первенстве в Белграде добыл бронзу в двойках на дистанции 10000 м, позже на мировом чемпионате в Тампере взял золото, став таким образом четырёхкратным чемпионом мира по гребле на байдарках и каноэ. Вскоре по окончании этих соревнований принял решение завершить спортивную карьеру, уступив место в сборной молодым венгерским гребцам.
Его сыновья Аттила и Тамаш младший тоже добились определённого успеха в гребле на каноэ, были известны по выступлениям за сборную Канады на трёх летних Олимпийских играх.